# Гроссман, Фердинанд
Фердинанд Гроссман (нем. Ferdinand Großmann; 4 июля 1887, Тульн-на-Дунае — 5 декабря 1970, Вена) — австрийский хоровой дирижёр и музыкальный педагог. Отец Агнес Гроссман.
Учился в Линце у Августа Гёллериха, затем в Вене занимался в дирижёрском классе Феликса Вайнгартнера. В 1923 г. он был среди основателей Венской народной консерватории, в дальнейшем являлся её музыкальным руководителем. В 1931—1940 гг. возглавлял хор Венской государственной оперы, в 1939 г. принял руководство Венским хором мальчиков, деятельность которого к концу Второй мировой войны была приостановлена. В 1946 году организовал камерный хор Венской академии музыки, а в 1956—1963 годах руководил Венским хором. По мнению американского хорового дирижёра Джорджа Брэгга, Гроссман был выдающимся педагогом, чей метод был основан на фактах и проницательных наблюдениях, а не на неочевидных и далёких от здравого смысла теориях.
Именем Гроссмана в 1982 году названа улица в Вене (нем. Grossmannstraße ).